# کروژن

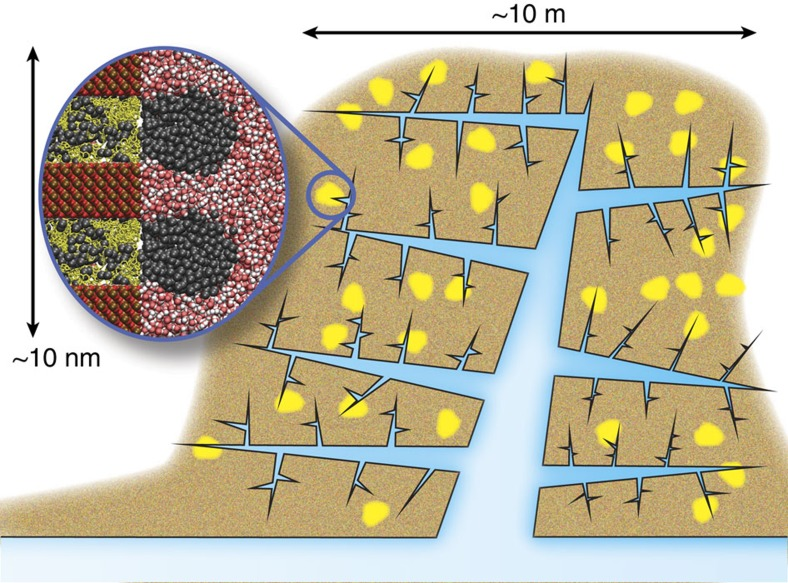
کروژن

کروژن (به انگلیسی: Kerogen) مخلوطی از ترکیبات شیمیایی آلی است که بخشی از مواد آلی موجود در سنگ‌های رسوبی را تشکیل می دهد. کروژن‌ها به دلیل وزن مولکولی زیادشان در حلال‌های آلی حل‌نشدنی هستند. کروژن‌ها دارای ساختمان پلیمری می‌باشند و آن‌ها را می‌توان توسط اسیدهایی مانند HCL و HF از سنگ‌های رسوبی پس‌گرفت. برخی از انواع کروژن هنگامی که به درجه حرارت مناسب در پوسته زمین برسند نفت خام یا گاز طبیعی تولید می‌کنند که در مجموع به عنوان هیدروکربن (سوخت‌های فسیلی) شناخته می‌شوند.
نام کروژن برای اولین بار توسط شیمیدان اسکاتلندی الکساندر کرام براون در سال ۱۹۱۲ میلادی پیشنهاد شد.